# لايت سابر
السيف الضوئيّ (يشار إليه أيضًا بسيف الليزر أو رين ) هو سيف طاقة خيالي ظهر في معظم أفلام حرب النجوم صوَّر السيف على أنه شفرة مضيئة يبلغ طولها حوالي 3 أقدام (0.91 متر) تنبعث من مقبض معدني يبلغ طوله حوالي 10.5 بوصات (27 سم).